# Tinamotis ingoufi
A Tinamotis ingoufi  a madarak osztályának tinamualakúak (Tinamiformes) rendjébe, ezen belül a tinamufélék (Tinamidae) családjába tartozó faj.

## Rendszerezése
A fajt Émile Oustalet francia zoológus írta le 1890-ben.

## Előfordulása
Dél-Amerika déli részén, Argentína és Chile területén honos. Természetes élőhelyei a mérsékelt övi legelők, szavannák és cserjések. Állandó, nem vonuló faj.

## Megjelenése
Testhossza 38 centiméter.

## Természetvédelmi helyzete
Az elterjedési területe nagyon nagy, egyedszáma pedig stabil. A Természetvédelmi Világszövetség Vörös listáján nem fenyegetett fajként szerepel.